# PHProjekt
PHProjekt ist eine in PHP geschriebene freie Groupware, die Ende der 1990er von Albrecht Günther geschrieben wurde. Seit Anfang 2006 wurde PHProjekt vom Unternehmen Mayflower zusammen mit Günther weiterentwickelt und betreut. Die Mayflower GmbH hat die Weiterentwicklung von PHProjekt inzwischen eingestellt. Der Quelltext bleibt weiterhin Open Source und kann von Github heruntergeladen werden.
Es ist möglich, über verschiedene Add-on-Pakete und Zusatzsoftware die Fähigkeit zu erweitern (u. a. ist ein Abgleich mit MS Outlook möglich). PHProjekt ist in mehreren Sprachen verfügbar. 
Am 19. März 2010 wurde PHProjekt 6 vorgestellt, die den Fokus auf Projektmanagement legt und die in sogenannten Web-2.0-Anwendungen bereits erfolgreich eingesetzten Funktionen wie Live Search oder Tagging einbindet. Über den Fortgang des Projekts berichten die Entwickler in einem eigens dazu eingerichteten Blog.
PHProjekt ist, da es auf PHP basiert, weitgehend plattformunabhängig und z. B. für Windows, Linux, Unix, Solaris, OS/2 und MacOS verfügbar. Es kann auf vielen Webservern eingesetzt werden (z. B. Apache, IIS u. a.).

## Module
- Übersicht
- Kalender
- Kontakte
- Chat
- Forum
- Dateien
- Projekte
- Zeitkarte
- Notizen
- Helpdesk
- Mail
- Aufgaben
- Lesezeichen
- Umfragesystem